# Cortes (Antiguo Régimen)

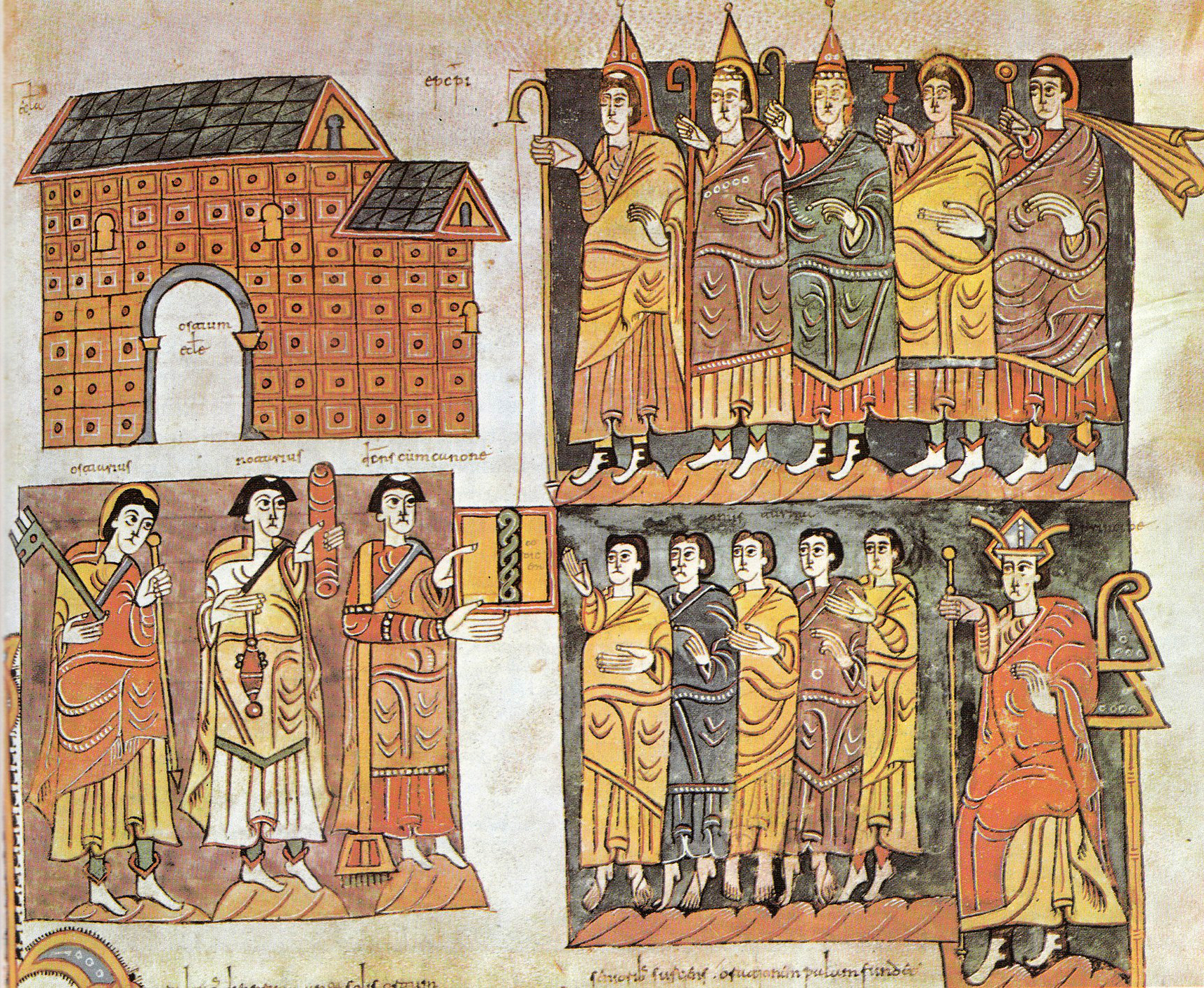
Nobles y clérigos acudiendo a un Concilio de Toledo, ilustración del Codex Vigilanus (976). Esa institución, que desde la conversión de Recaredo se convirtió en la más importante del reino visigodo, fue un claro precedente de las Cortes bajomedievales en los reinos hispanocristianos.

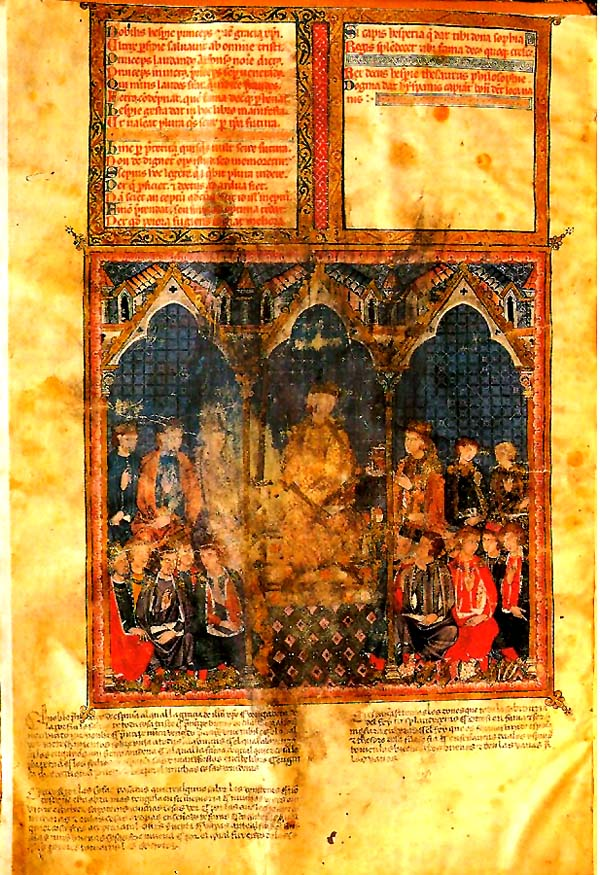
Dignatarios laicos y eclesiásticos reunidos ante un rey de Castilla, en una ilustración del manuscrito de la Estoria de España, finales del.

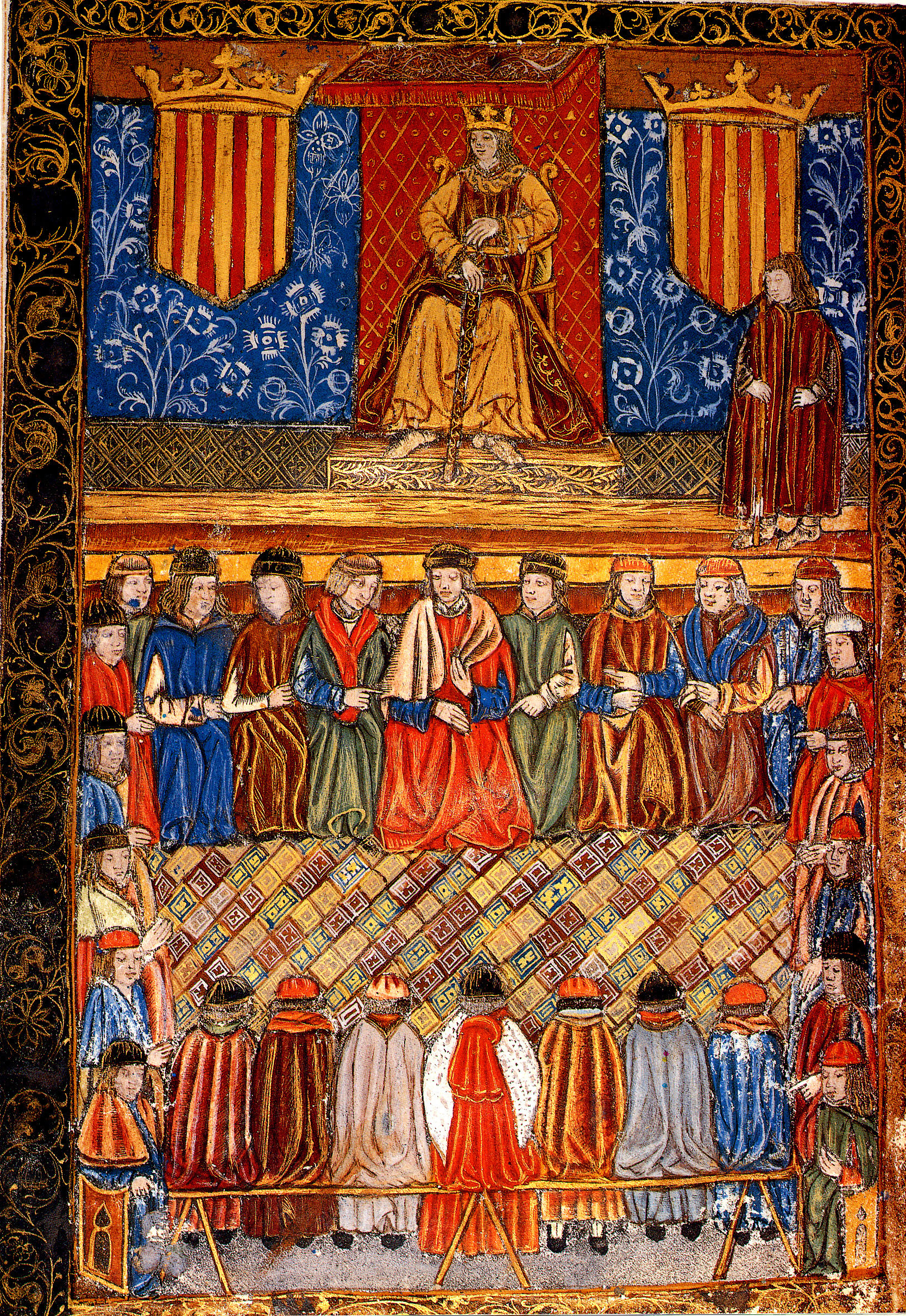
Fernando II de Aragón "el católico" presidiendo una sesión de Cortes. Ilustración de una edición de 1495 de las Constituciones catalanas.

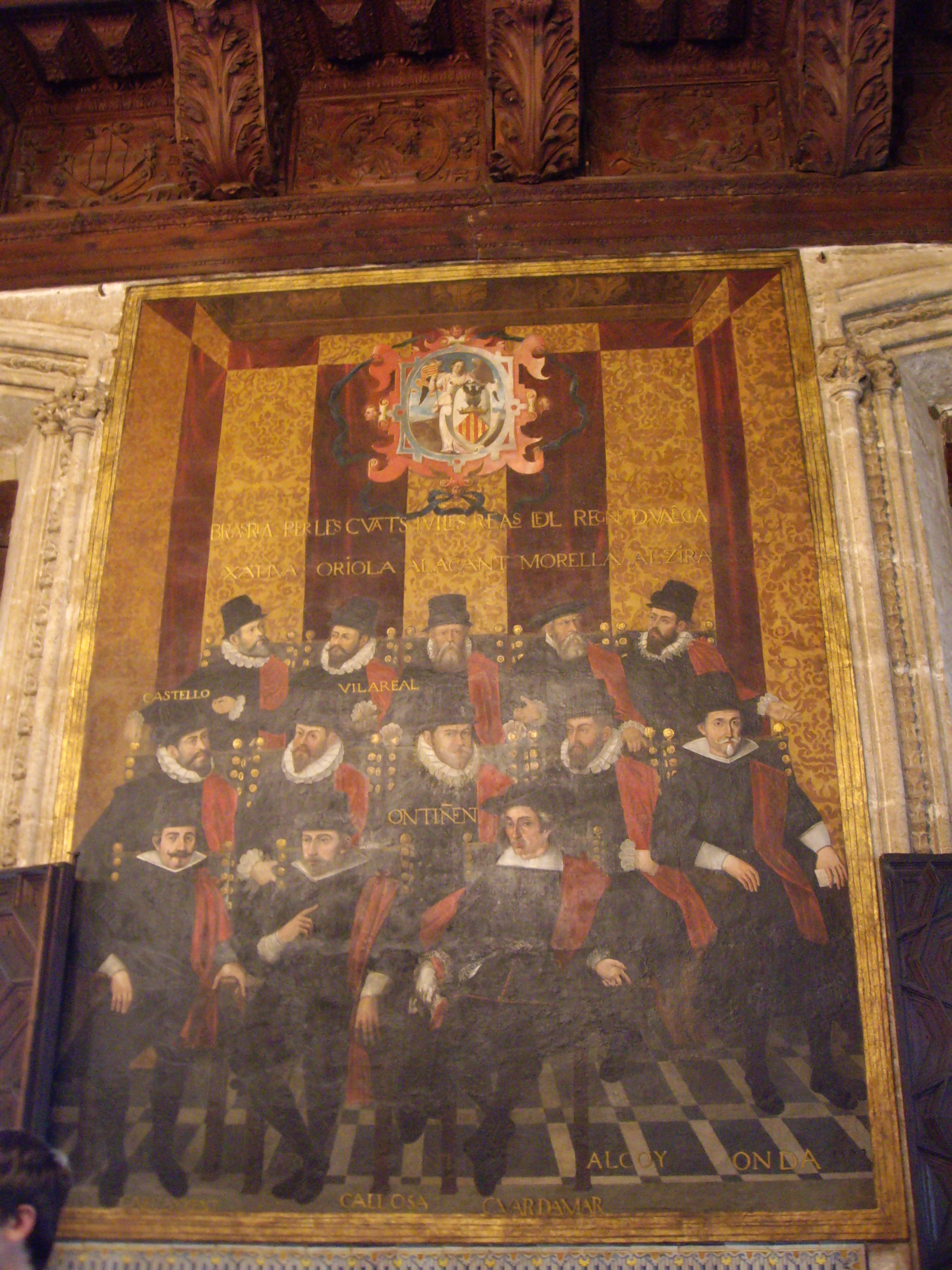
Bras real per les ciutats e viles reals del regne de Valencia ("brazo real por las ciudades y villas reales del reino de Valencia" -los procuradores que representan al común, estado llano o tercer estado: representantes de las ciudades-). Faltan los procuradores de algunas ciudades, que se representan en otros lugares de la misma sala (entre ellos, los cuatro de la insigne ciutat de Valencia).

Cortes era la denominación que recibieron los parlamentos de los reinos cristianos peninsulares medievales y del Antiguo Régimen. En ellas participaban representantes de los diferentes estamentos, llamados a tal efecto «brazos del reino»: el clero, la nobleza y el común o pueblo llano. En este último, en realidad no se pretendía representar a los campesinos o a la gente humilde, sino a la oligarquía urbana de ciertas ciudades a las que se concedía «voto en Cortes». Así pues, suponían la explicitación y renovación periódica de la relación política entre rey y reino.
Existieron desde finales del siglo XII hasta los últimos años del siglo XVIII. Su origen se encuentra en la Curia Regia, organismo de tipo consultivo integrado por los nobles, altos dignatarios eclesiásticos y oficiales de la casa del rey. Su composición y funciones eran distintas en cada reino o territorio, aunque en general se entendían como instituciones de naturaleza equivalente; equiparables también, con diferencias más o menos significativas, a las de otros reinos europeos, como los Estados Generales en el reino de Francia o el Parlamento de Inglaterra.

## Desarrollo
Fueron convocadas muy frecuentemente en la Baja Edad Media y hasta mediados del siglo XVII, cuando sus funciones eran casi exclusivamente fiscales en la Corona de Castilla, y de mucho mayor nivel competencial en los reinos de la Corona de Aragón y el de Navarra, donde el menor poder real determinó un mayor poder de las Cortes, sustentado en toda una teorización de la relación pactista entre ambas instituciones.
La unificación de los reinos de la Monarquía Hispánica (que entre 1580 y 1640 incluyó al reino de Portugal) no significó la homogeneización institucional, y las Cortes de cada reino mantuvieron su existencia por separado, quedando las Cortes de Castilla como principal soporte fiscal de la Monarquía en todo el periodo de los Habsburgo (siglos XVI y XVII).
Las Cortes de León, iniciadas en 1188 a instancia de Alfonso IX de León y las Cortes de Castilla, a instancias de Alfonso VIII de Castilla, se convocaron conjuntamente desde el siglo XIII, con la definitiva unión dinástica.
Las Cortes de Aragón, Cortes Catalanas y Cortes Valencianas se mantuvieron separadas a pesar de su pertenencia común a la Corona de Aragón, y cuando se convocaban conjuntamente (muy a menudo en la localidad de Monzón) se realizaban protestas protocolarias. Con los Decretos de Nueva Planta de comienzos del siglo XVIII quedaron suprimidas y se incorporaron a las de Castilla.
Las Cortes de Navarra se mantuvieron separadas a pesar de la incorporación de Navarra a la Corona de Castilla (1512). Se convocaron independientemente durante todo el Antiguo Régimen (no se vieron afectadas por los Decretos de Nueva Planta borbónicos), y las últimas se celebraron en 1828-1829.
Las Cortes Portuguesas (iniciadas en 1254), se convocaron por última vez en 1697-1698. Durante el siglo XVIII no se convocaron nunca. En 1820 se convocaron las Cortes Generales y Extraordinarias de la Nación Portuguesa, ya con criterios contemporáneos.
A pesar de tener algún uso bibliográfico la expresión "Cortes mallorquinas", no existió una institución equivalente a las Cortes en el reino de Mallorca, cumpliendo un papel hasta cierto punto similar el Gran e General Consell. Cuando se celebraban conjuntamente las reuniones de las Cortes de la Corona de Aragón acudían representantes mallorquines.
La denominación "Cortes" se mantuvo para denominar a las instituciones parlamentarias, unicamerales o bicamerales, de la Edad Contemporánea en España, y en Portugal hasta la caída de la monarquía en 1910

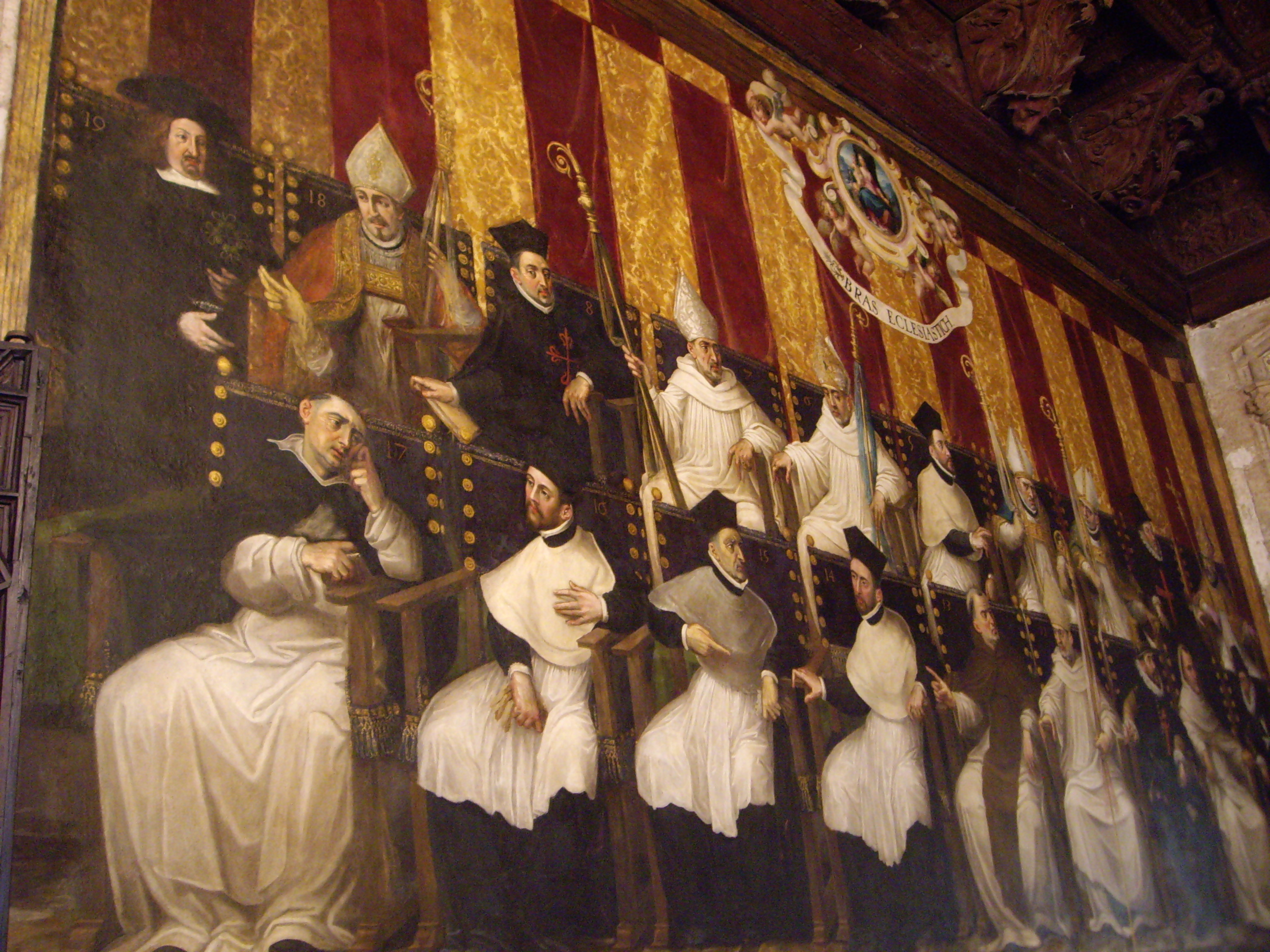
Bras eclesiastich ("brazo eclesiástico" -los procuradores que representan al clero: obispos, abades y maestres de las órdenes militares-).
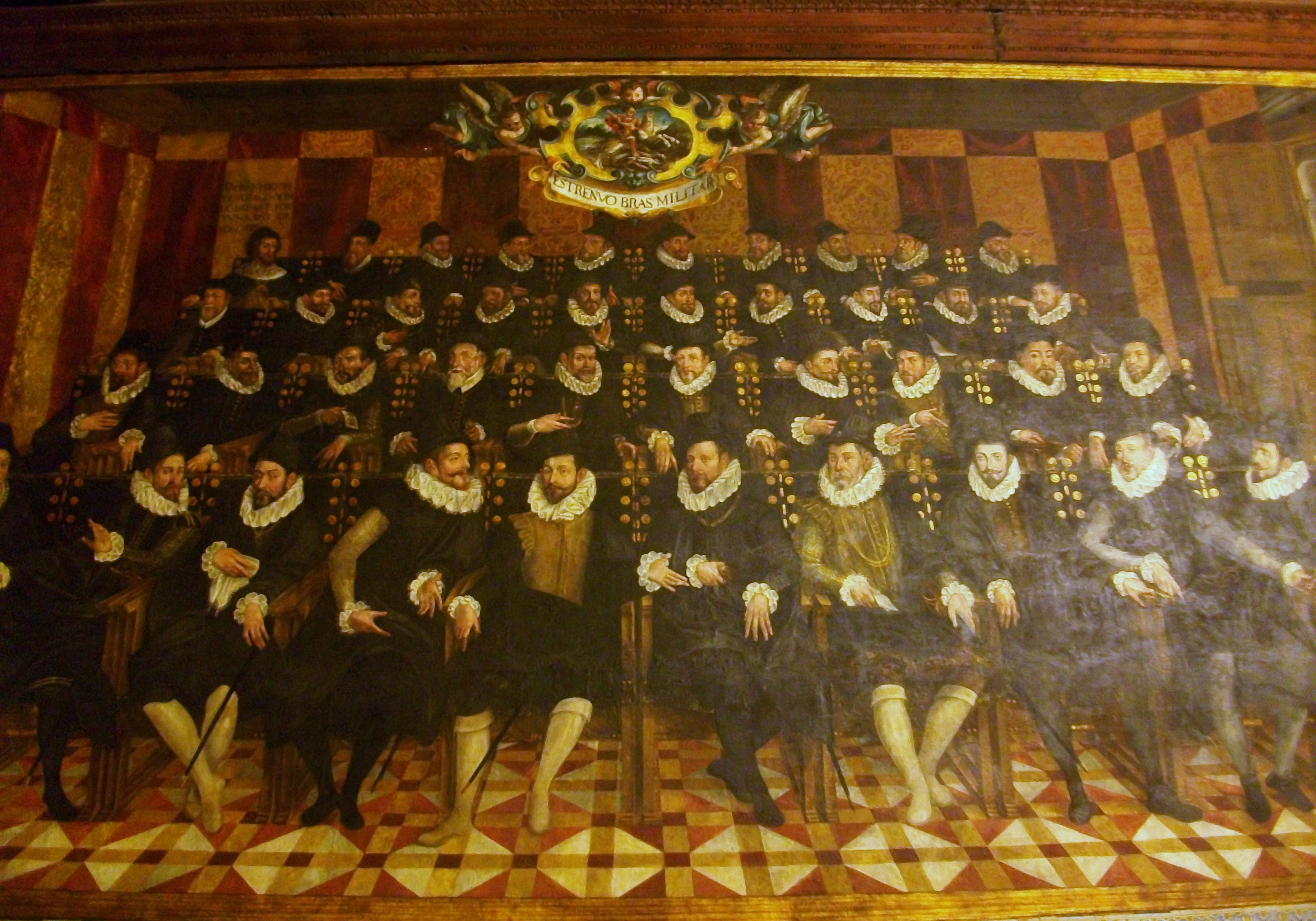
Estrenv o bras militar ("... o brazo militar" -los procuradores que representan a la nobleza-).

## Funcionamiento

Coloreados, los territorios representados por las ciudades con voto en las Cortes de Castilla que se destacan en negrita. Se colorea también el territorio de las "provincias vascongadas" o "exentas", pertenecientes a esa Corona pero de régimen foral propio, que no enviaban procuradores a Cortes (tampoco el reino de Navarra, que conservaba sus propias Cortes). Las Cortes de la Corona de Aragón estaban diferenciadas por reinos (las propias del reino de Aragón, las Cortes Valencianas (Antiguo Régimen) y las Cortes Catalanas), aunque se convocaran y reunieran conjuntamente. Las Cortes Portuguesas también se convocaron según su propia legislación durante el periodo en que el reino de Portugal perteneció a la Monarquía Hispánica.

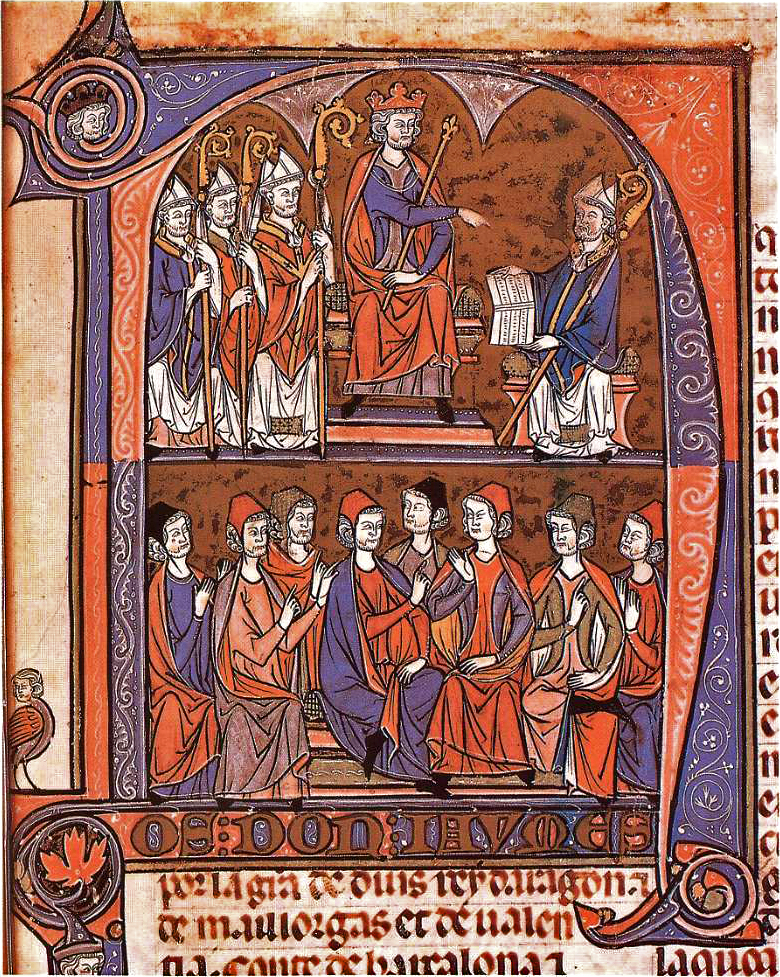
Ilustración del Vidal Mayor, primera compilación del Fuero de Aragón.

Se transformaron en Cortes cuando los reyes se vieron obligados a conceder fueros y libertades a diferentes poblaciones, y más tarde a admitir en las reuniones de la Curia representantes de las villas y ciudades, llamados procuradores. Las Cortes representaban a cada reino ante el rey, y dado que los monarcas tenían necesidades financieras y los burgueses interés en regular los tributos, su principal cometido era la aprobación de tributos, además de la presentación de peticiones y agravios. Las Cortes más antiguas fueron las del Reino de León, reunidas por primera vez en 1188. 
A las Cortes asistían todos los estamentos: en Castilla nobles, eclesiásticos de alto rango y pueblo, separándose en Aragón la alta nobleza de los caballeros. Los campesinos no tenían representación, y en la práctica los burgueses pobres tampoco, al ser los procuradores miembros de las familias más poderosas de cada ciudad. El rey era quien convocaba las reuniones y quien proponía los asuntos a estudiar, que los estamentos deliberaban por separado; los procuradores debían votar obedeciendo las instrucciones del municipio al que representaban. Las resoluciones se recogían en los Cuadernos de Cortes. 
En La Edad Moderna, a las Cortes de Castilla asistían los representantes de las ciudades que habían obtenido ese privilegio del rey, en total, 17 u 18, según las épocas.
Con los Austrias se reafirmó el poder de los reyes, debilitándose el valimiento y la autoridad de las Cortes.

## Las últimas Cortes

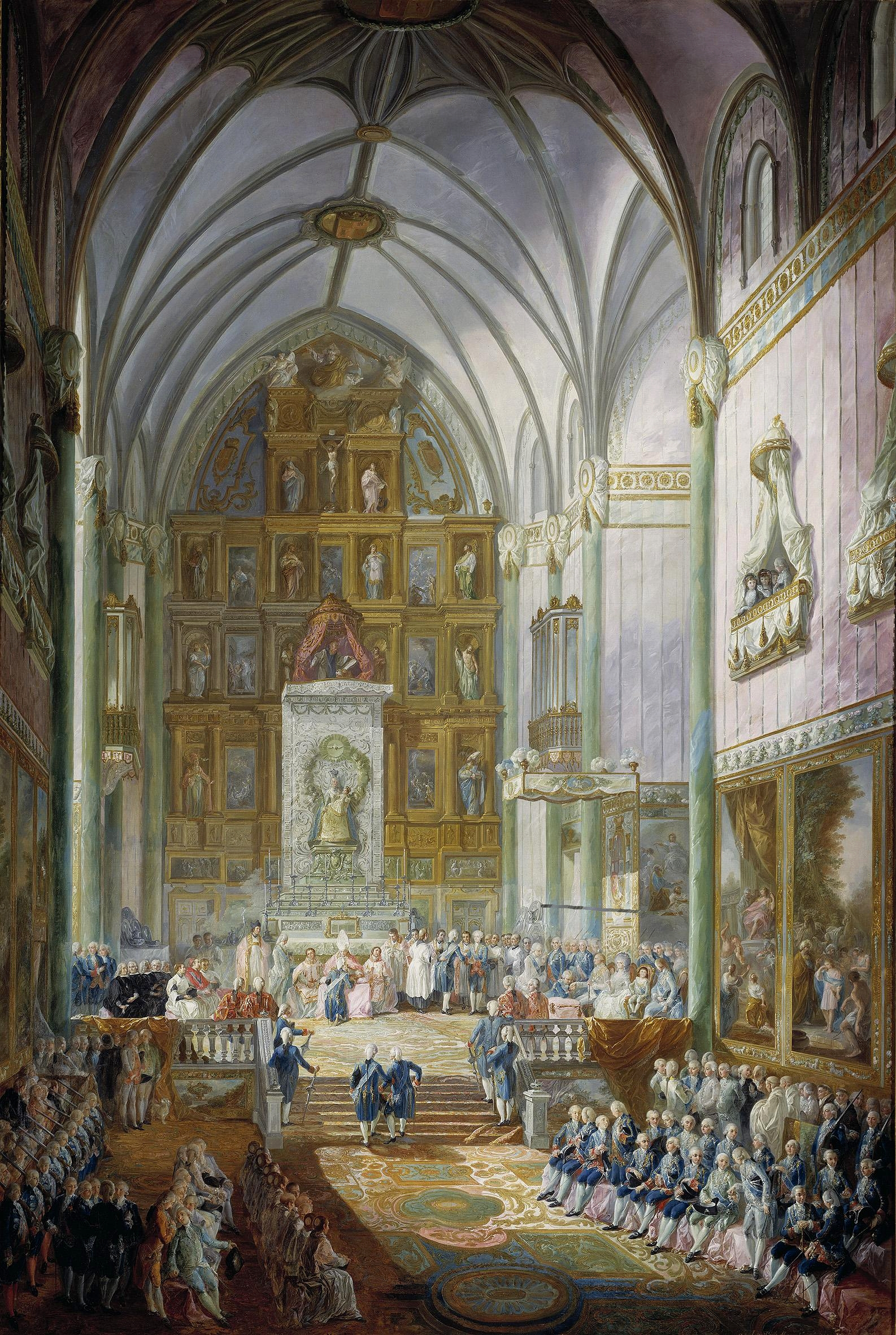
Las Cortes Generales del Reino, reunidas en 1789 en la iglesia del monasterio de San Jerónimo el Real (Madrid), juran su reconocimiento al príncipe de Asturias, futuro Fernando VII. Cuadro de Luis Paret y Alcázar, 1791.

Cuando a principios del siglo XVIII Felipe V promulgó los Decretos de Nueva Planta, las de Castilla no habían sido convocadas desde el reinado de Felipe IV, las de Valencia desde 1645 y la Diputació del General catalana desde 1652. Las Cortes de Aragón se reunieron por última vez en 1684.
Los Decretos de Nueva Planta abolieron los fueros e instituciones de la Corona de Aragón, incluidas sus Cortes; disolvieron la organización territorial en reinos de la Corona de Castilla, anularon los fueros y libertades de sus municipios y convirtieron las Cortes de Castilla en Cortes Generales del Reino. Únicamente el reino de Navarra mantuvo sus fueros  e instituciones, incluidas las Cortes; incluso durante los periodos absolutistas de Fernando VII, reuniéndose por última vez en 1829. 
En las Cortes Generales se mantuvo la misma representación de ciudades castellanas que había anteriormente; sólo se concedió el voto a las ciudades aragonesas que se consideró que habían apoyado al bando borbónico durante la guerra de Sucesión: Zaragoza, Tarazona, Calatayud, Borja y Fraga; entre las del reino de Valencia sólo tenían voto la capital y Peñíscola; y entre las catalanas se eligió a Barcelona, Tarragona, Lérida, Gerona, Tortosa y Cervera. En 1773, Teruel obtuvo representación, así que acudió a las últimas Cortes, convocadas en 1789 para jurar a Fernando VII como príncipe de Asturias y derogar la Ley sálica. 
Las Cortes no volvieron a reunirse hasta el 25 de septiembre de 1808, cuando, tras el levantamiento contra la invasión francesa, se creó la Junta Suprema Central. Las denominadas Cortes de Cádiz no fueron un parlamento estamental propio del Antiguo Régimen. A partir de la naturaleza revolucionaria de su convocatoria (no habían sido convocadas por el rey, sino por las instituciones emanadas de la sublevación, surgidas local y espontáneamente y legitimadas por la participación popular) quedó cada vez más claro que respondían al nuevo criterio de la soberanía nacional, plasmado en la Constitución de 1812.
En 1833 Fernando VII, de nuevo rey absoluto, convocó las últimas Cortes propias del Antiguo Régimen, con el propósito de jurar como princesa de Asturias a la futura Isabel II. Al año siguiente, ya muerto el rey, la reina regente promulgó un Estatuto Real para la convocación de las Cortes generales del Reino, un texto cuasi-constitucional (del tipo carta otorgada) bajo cuyas condiciones se inició la vida parlamentaria del periodo isabelino.